# San Juan (Huesca)
San Juan es una localidad española dentro del municipio de La Fueva, en el Sobrarbe, provincia de Huesca, Aragón. Perteneció al antiguo municipio del Toledo de La Nata. Está a los pies de la sierra Ferrera, junto a los torrentes de La Nata y de La Sorda.

## Toponimia
El nombre de San Juan proviene de la iglesia de San Juan, una iglesia románica de la primera mitad del siglo XII que en principio era tributaria de un castillo (más específicamente, un toledo) que había en el cerro que domina el lugar. El castillo original, en la actualidad desaparecido, les dio nombre a la iglesia y al cerro donde se encontraba, y es de él de donde derivan otros nombres históricos en la zona, como el municipio de Toledo de Lanata en el que formaron parte San Juan y otros núcleos del Bajo Peñas.

## Geografía
San Juan se encuentra en las faldas de un cerro, que en los alrededores recibe el significativo nombre de Toledo de La Nata, en la cara sur de la sierra Ferrera hacia la depresión de La Fueva, siendo uno de los lugares más orientales del que puede llamarse Bajo Peñas. Como parte de la subcomarca natural de La Fueva, al este sólo está La Cabezonada y Lascorz, y el collado de Foradada que separa La Fueva y el Sobrarbe de la vecina Ribagorza.
San Juan está comunicado con la carretera N-260 (Aínsa-Campo) con una pista no asfaltada de 3,5 km, que lo comunica también con Atiart (aproximadamente a la mitad del recorrido). Guarda caminos tradicionales, transitables a pie que lo comunican con La Cabezonada, atravesando el río de Lanata, y con Moliniars y Mediano por las faldas de El Coscollar.

## Monumentos y lugares de interés
Destaca la iglesia dedicada a san Juan Bautista, declarada Monumento Histórico Artístico. Se sitúa en el extremo este, junto con la antigua abadía y otras dependencias adosadas. Es de estilo románico lombardo, del siglo XII. En su interior se halla un mural de 1599. Fue restaurada en la primera mitad de la década de 2000. Es visitable y ofrece visitas guiadas en los meses de julio y agosto. Las visitas guiadas no se realizan todos los días de la semana, por lo que es preferible informarse con anterioridad.
En las cercanías se encuentra la cueva del Forcón, que alberga gravados paleolíticos, enterramientos de época.

## Demografía
Es imprescindible especificar la fuente de los datos.
Para ello, usa el parámetro "fuente".
Para más información, consulta Plantilla:Evolución demográfica/doc.

## Fiestas
- 15 de agosto, Fiesta Mayor de Toledo de La Nata,[3] en honor a Santa María de la Asunción, que se celebra conjuntamente con los vecinos de Samper, Atiart, La Cabezonada, Fuente de Campo y Fosau.
- 4 de diciembre, fiesta de invierno, en honor a Santa Bárbara,[3] que es la patrona de La Cabezonada.

## Imágenes

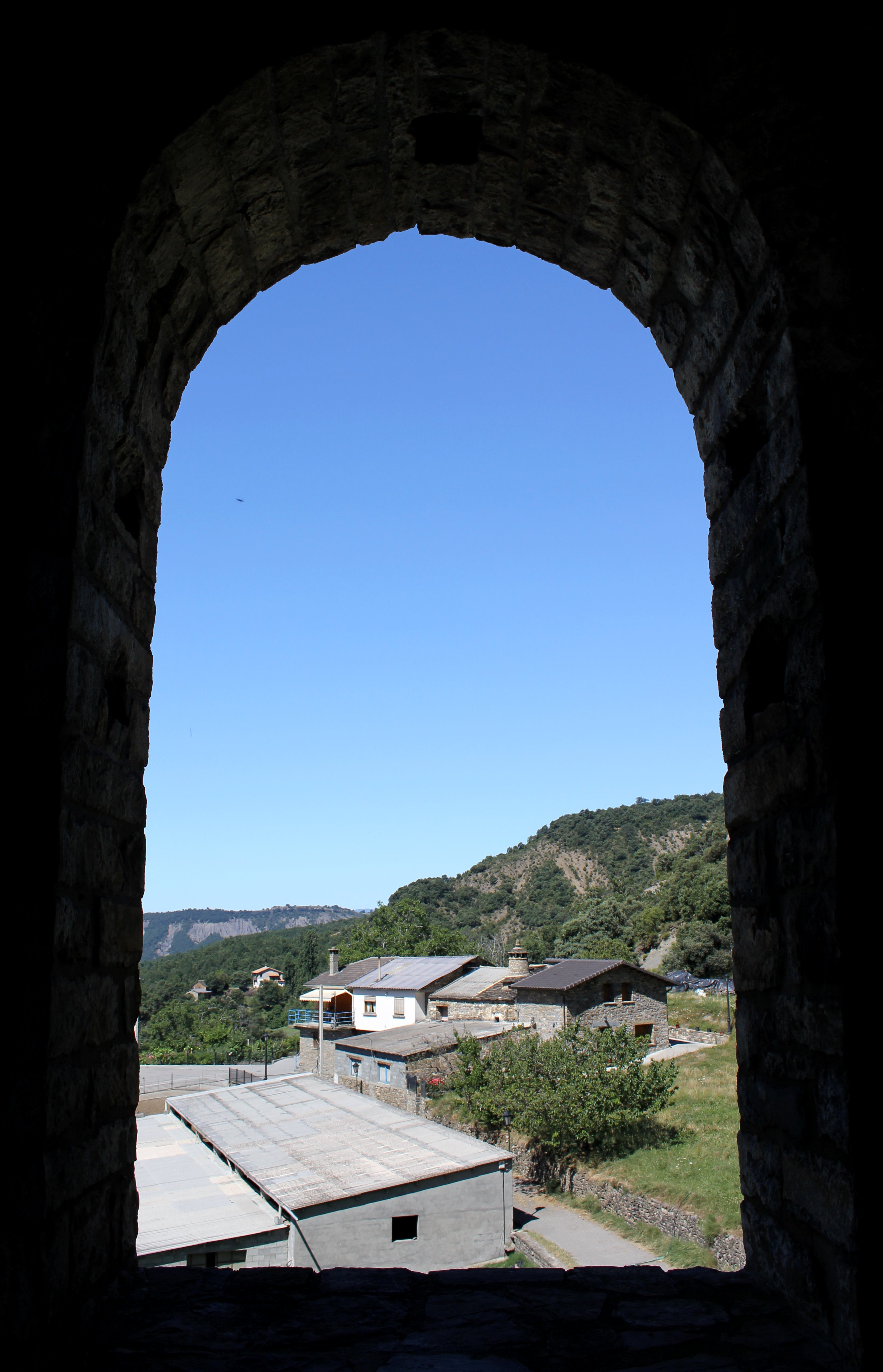
Vista general.
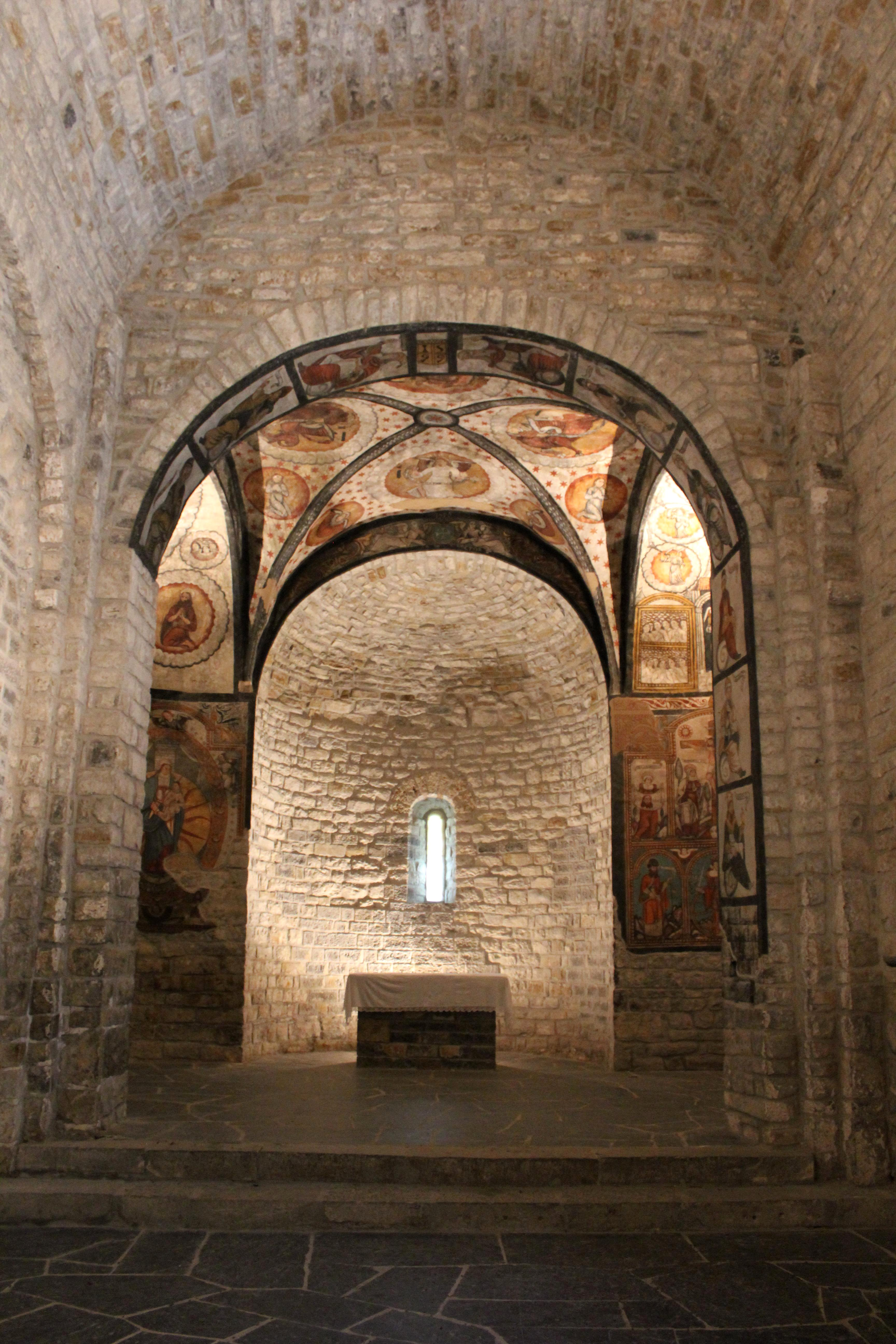
Interior de la nave.
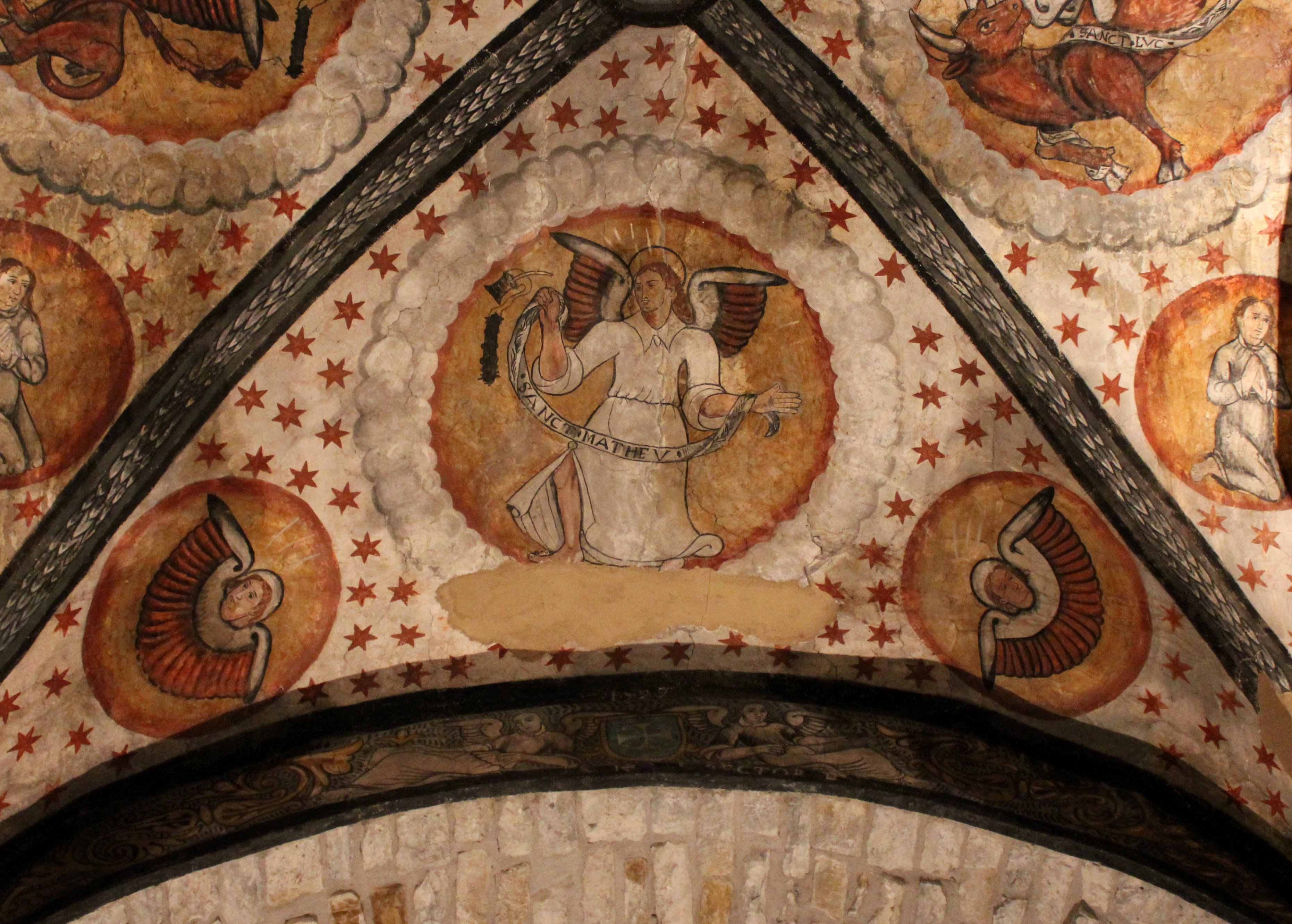
Frescos en la iglesia.
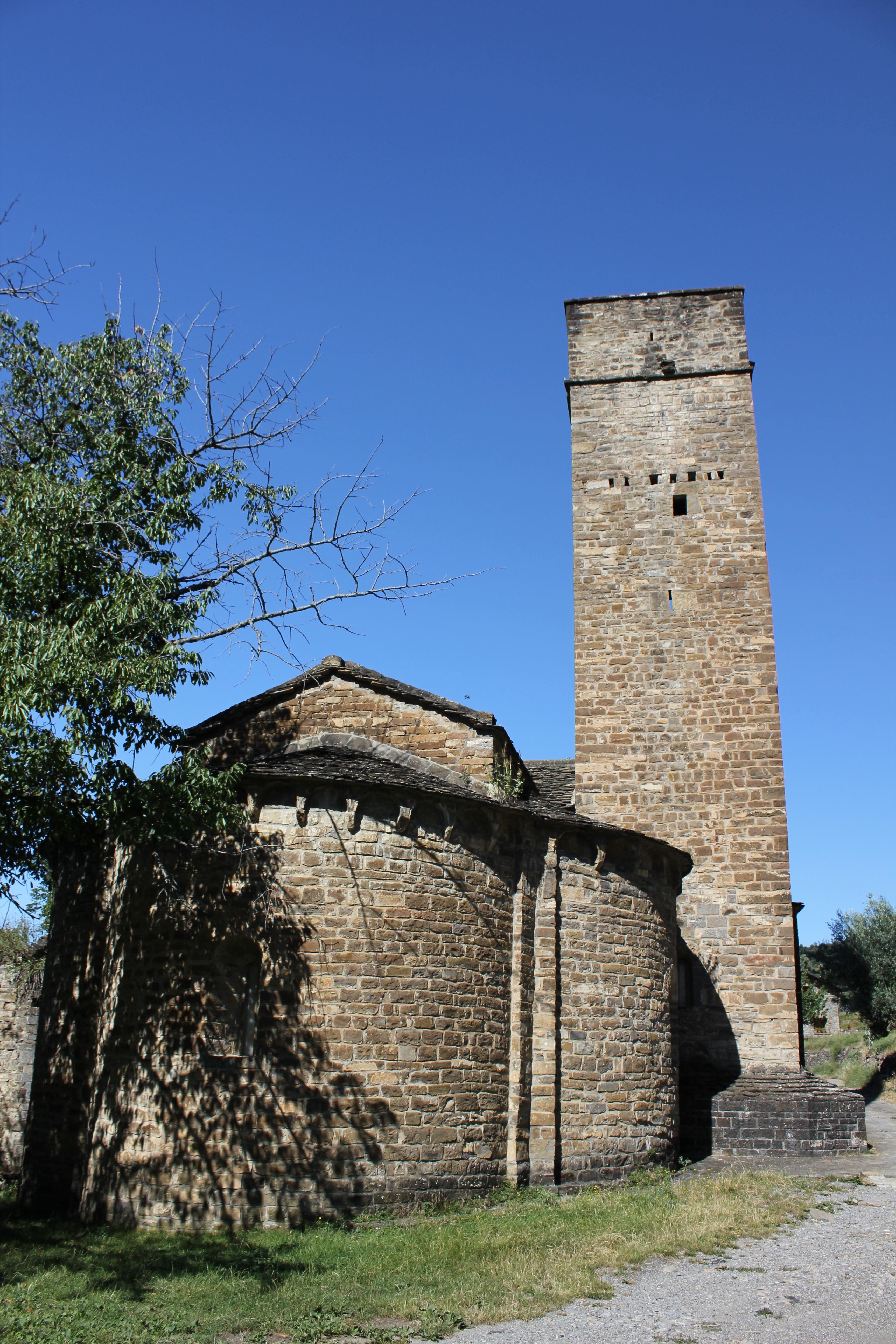
Iglesia por detrás.